# El Fronterizo
El Fronterizo är en ort i Mexiko.   Den ligger i kommunen San Luis Río Colorado och delstaten Sonora, i den nordvästra delen av landet, 2 100 km nordväst om huvudstaden Mexico City. El Fronterizo ligger 19 meter över havet och antalet invånare är 324.
Terrängen runt El Fronterizo är mycket platt. Runt El Fronterizo är det glesbefolkat, med 19 invånare per kvadratkilometer. Närmaste större samhälle är Estación Coahuila, 13,4 km sydväst om El Fronterizo. Trakten runt El Fronterizo är ofruktbar med lite eller ingen växtlighet.